# Ignatz Mühlwenzel
Ignatz Heinrich Mühlwenzel JS, (* 1690 in Eger; † 7. November 1766 in Breslau) war Mitglied des Jesuitenordens, Professor der Mathematik an den Universitäten in Prag und Breslau. Zudem wurde es als Optiker bekannt, weil er die Linsen für seine Fernrohre selbst schliff.
Mühlwenzel veröffentlichte 1736 Fundamenta mathematica ex arithmetica, geometria et trigonometria.
Seine Schwester Klara Mühlwenzel war Äbtissin des Klosters St. Marienthal in Sachsen. 